# Jacob Alexander Henry de Cheusses
Jacob Alexander Henry de Cheusses (né à Copenhague le 14 janvier 1704 et mort à Paramaribo le 26 janvier 1735), est un militaire et administrateur colonial.

## Biographie
Petit-fils de Jacques Henri de Cheusse, dernier seigneur de Rochefort, et de Corneille van Aarsen, Jacob Alexander Henry de Cheusses est le fils de Vincent Gédéon Henry de Cheusses, général au service du Danemark, et d'Henriette Lucretia van Aerssen. Il est le frère de Frédéric de Cheusses et de Carel Emilius Henry de Cheusses, époux de Charlotte Elisabeth van der Lith (nl). Il épouse la fille du gouverneur Hendrik Temming.
Capitaine d'infanterie, il est nommé gouverneur général du Suriname en remplacement de son frère, décédé en février 1734.
En 1734, sur la recommandation du professeur Herman Boerhaave, il fait venir au Suriname le botaniste Isaac Eliaser Augar, comme médecin personnel mais aussi comme herboriste. Il crée un jardin d'herbes aromatiques. L'intérêt pour les plantes indigènes est ainsi éveillé, et en 1787 une société est fondée, qui prend le nom de Hortus Surinamensis.

## Sources
- (nl) Cet article est partiellement ou en totalité issu de l’article de Wikipédia en néerlandais intitulé « Jacob Alexander Henry de Cheusses » (voir la liste des auteurs).
- Karel Johan Reiner van Harderwijk, Biographisch woordenboek der Nederlanden bevattende levensbechrijvingen van zoodanige personen, die zich op eenigerlei wijze in ons vaderland hebben vermaard gemaakt door A. J. van der Aa, Volume 3, 1858